# Pin Ups (banda)
Pin Ups é uma guitar band brasileira formada em 1988 na cidade de Santo André, São Paulo. A banda é considerada umas das criadoras do movimento guitar, precursor do indie rock brasileiro, servindo de influência para grandes bandas do cenário alternativo, como Killing Chainsaw, Mickey Junkies e Wry. Sua sonoridade remete a "Class of 86" britânica, com influências sessentistas de MC5, Stooges, além de Spacemen 3, Loop, My Bloody Valentine e The Jesus and Mary Chain.
Com seis discos na bagagem e o sétimo com previsão de lançamento para 2019, o Pin Ups é a banda alternativa independente com um dos maiores registros fonográficos do país. Já dividiu o palco com bandas como Pixies, Mudhoney e Superchunk, e é protagonista de dois documentários sobre a cena musical alternativa brasileira. A atual formação da banda conta com Alexandra Briganti (voz, baixo), Zé Antonio Algodoal (guitarra), Flávio Eduardo Cavichioli (bateria) e Adriano Cintra (guitarra).

## História
Em 1988 a revista Monga - Mulher Gorila faz seu lançamento no Madame Satã, em São Paulo. O Ratos de Porão é a atração principal em um show que também conta com a banda de um dos desenhistas da revista, Luiz Gustavo. Com amplificadores no volume máximo e na companhia do guitarrista Zé Antonio, do baterista Alexandre Kail e André Benevides no vocal, registra-se o primeiro show do Pin Ups.
Antes que Marco Butcher assumisse as baquetas em 1989, e após testar três bateristas, Zé Antonio e Luiz preferiram gravar as baterias das músicas e fazer shows com um tape-deck. Ninguém percebia a bateria, porque os amplificadores da guitarra sempre estavam em volume ensurdecedor.

### O primeiro disco
Em 1989, a banda recebe uma proposta da Vinil Records, mas Thomas Pappon e Lawrence Brennan da gravadora Stiletto têm acesso à demo e passam à frente do concorrente ao assinar com a banda o lançamento do seu álbum de estreia, "Time Will Burn". O trio prefere o acordo com a Stiletto que, apesar de não custear as gravações, assegura a distribuição dos discos pela CBS. Luiz, Zé Antonio e Marco dividem o custo do estúdio de Rainer Pappon. Em agosto de 89, após a prensagem do disco, a baixista Alexandra Briganti é incorporada à banda por Luiz Gustavo, inicialmente a contragosto de Zé Antonio que não havia sido consultado sobre a decisão. As tensões se dissipam e começa ali uma grande parceria que continua até hoje.
A arte do disco foi feita for Luiz Gustavo com fotos de Márcio Jumpel.

### Gash
O Pin Ups lançou o seu segundo álbum em 1992 pela Zoyd Discos. Como a banda tinha em seu repertório músicas menos barulhentas do que aquelas que costumavam tocar, decidiram criar um "projeto" onde as pessoas poderiam identificar que tipo de músicas eles tocariam. Gash era a faceta tranquila da banda. Quando divulgavam shows do Gash, sabia-se que não haveria som pesado.
Em 1993, o Nirvana desembarca no Brasil para shows no festival Hollywood Rock. Após os shows, Kurt Cobain e Courtney Love conheceram bares da cidade na companhia de Alê e João Gordo. Dave Grohl, que preferiu ficar no hotel atendendo a imprensa, recebeu do jornalista Marcel Plasse discos das guitar bands brasileiras, entre eles o Gash dos Pin Ups. Grohl não compreendia porque as guitar bands não faziam parte do line-up do festival. Ele também usaria na tour a camiseta do disco dos Pin Ups.

### Saída de Luiz Gustavo e Marco Butcher
Em 1993 a banda lança um disco estridente com a cara de Luiz Gustavo, "Scrabby?". Já em 1995, logo após a gravação de Jodie Foster, Luiz deixa a banda para focar em sua vida profissional; tampouco participa do lançamento do disco. Marco Butcher sai em seguida. Alê assume os vocais e entram na banda Flávio Eduardo Cavichioli e Eliane Testone.
"Witkin", a única cantada por Alê no disco, indica a mudança que está por vir. No ano seguinte a banda lança o single "Guts" em vinil pela Fishy Records, música que também entraria no aguardado Lee Marvin. Começa a fase bubblegum do Pin Ups.

### A lenda da "trilogia cinematográfica"
Jodie Foster, Lee Marvin e Bruce Lee. A trilogia cinematográfica do Pin Ups nunca foi uma trilogia. Os nomes foram dados aleatoriamente. Como os jornalistas começaram com a onda, a banda não desmentia.

### Lee Marvin: A obra-prima
O disco lançado em 1997 pela Spicy Records de Rafael Crespo foi ovacionado pela imprensa musical. Até mesmo aqueles que eram críticos contumazes da banda se renderam à qualidade sonora e amadurecimento do grupo no seu quinto álbum. A microfonia dá lugar às influências de Nada Surf, Elástica e Weezer e os shows da banda têm, então, o preenchimento da guitarra-base de Eliane. Não por acaso, a produção do disco ficou a cargo do dono das guitarras da banda desde sua formação, Zé Antonio Algodoal, em conjunto com Miguel Angel no estúdio YB. O projeto gráfico dos discos, cartazes e flyers da banda foram feitos pelo artista plástico Rafael Lain.
Alexandre Cruz Sesper, o Farofa do Garage Fuzz, faz o vocal da faixa "Fast Cars". O disco traz versões de "It's All Right For You" do The Police e "Frontwards" do Pavement.
O disco foi relançado recentemente em vinil colorido, em uma parceria entre os selos Assustado discos e Midsummer Madness. As primeiras 150 cópias vieram acompanhadas do cd "Covers EP".

### Bruce Lee e o hiato
Bruce Lee conta como o sexto último álbum da banda, mas na verdade é um EP com um show acústico de 35 minutos e três músicas, entre elas a clássica "To Our Friends", uma das prediletas do Lado B da MTV. O tema parece uma despedida que viria nos próximos anos com a saída de Alê da banda, seguida por Flávio e Eliane.
Em 2001, Zé Antonio chama Luiz Gustavo para uma apresentação junto com o Mudhoney, no Olympia, em São Paulo. Também são convidados para o show o baterista Pedrinho (ex-Killing Chainsaw), Chuck Hipólitho (Vespas Mandarinas) e Ramon Bonzi (ex-Strada). Pouco tempo depois a banda entra em hiato.

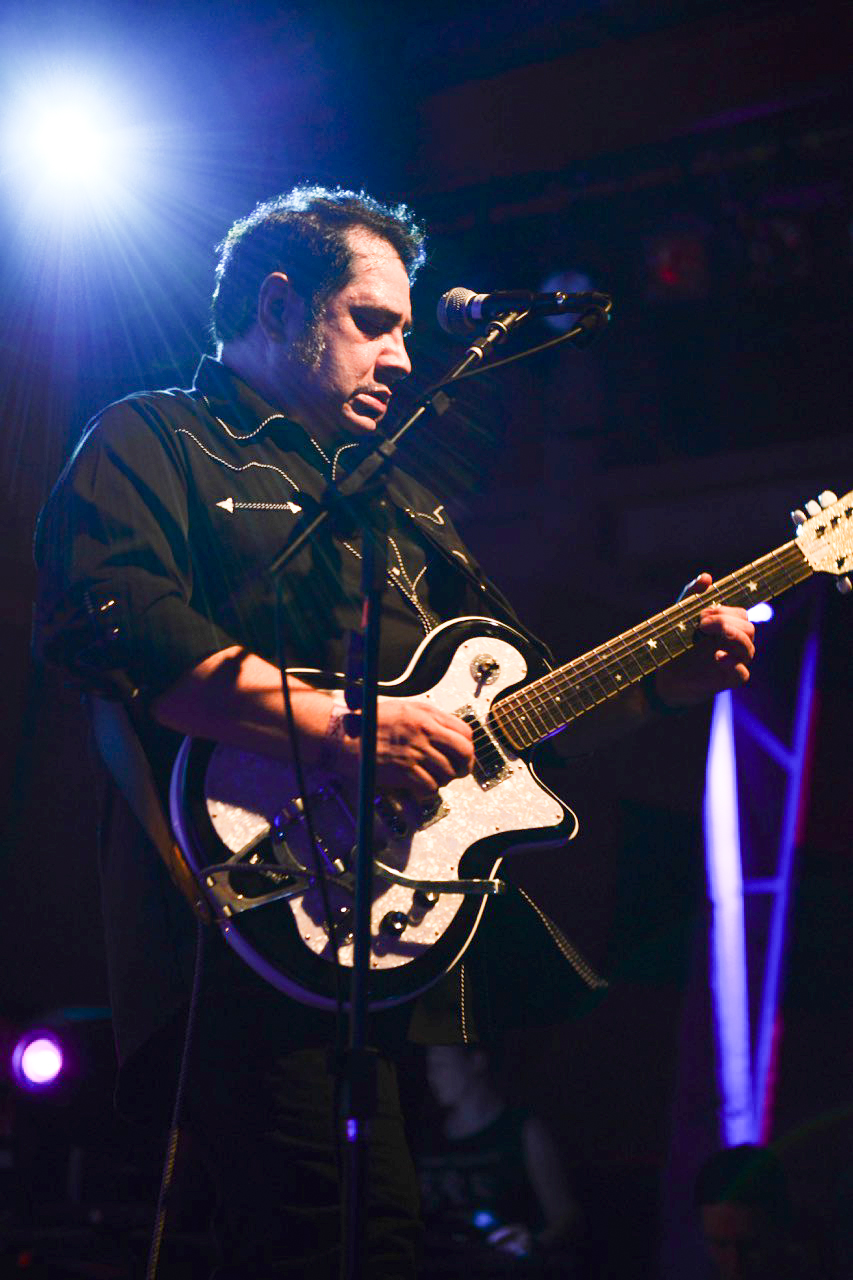
Zé Antonio no show do Sesc Pompeia

### Show de "despedida" e o revival do guitar
Depois de anos sem produzir e fazendo shows pontuais, como o da Virada Cultural de 2012 em São Paulo, a banda decide se reunir para uma última apresentação na choperia do Sesc Pompeia. A formação é Alê Briganti, Zé Antonio e Flávio Cavichiolli. Músicos que colaboraram com a banda durante sua trajetória foram convidados, como Rodrigo Carneiro (Mickey Junkies), Rodrigo "Gozo" Toledo (Killing Chainsaw), Mario "Bross" (Wry) e Adriano Cintra (Thee Butchers' Orchestra/Cansei de Ser Sexy). Marco Butcher e Eliane Testone vivem atualmente no exterior e não puderam comparecer; Luiz Gustavo foi convidado e preferiu não participar.
O show de despedida começou com um emocionante slideshow de imagens de toda a carreira da banda, preparando o público pra impecável apresentação que viajou por todos os álbuns da banda, tocando inclusive musicas inéditas ao vivo, como a primeira faixa do primeiro disco: "Sonic Butterflies".
A banda se impressiona com a presença maciça do público que esgotou as entradas do evento, em um momento onde são procurados para entrevistas para livros e documentários sobre o cenário independente e sobretudo a celebração e revival do movimento guitar. A banda decide seguir e Zé afirma, "não foi um jogada de marketing pra vender ingresso", "o que nos fez voltar foi perceber que havia muitos jovens na plateia, não apenas os amigos da época do Retrô"

### Gravação de faixa para o Guitar Days e o sétimo disco
Em 2018, a banda volta ao estúdio para gravar uma música inédita para a coletânea do documentário Guitar Days. O resultado da gravação não agrada a banda, por achar que a sonoridade remetia aos trabalhos anteriores. Fica a vontade de produzir algo com as novas influências. Com Adriano Cintra já incorporado à banda, o Pin Ups começa as gravações do sétimo disco no Estúdio Aurora com produção do próprio Adriano. "Long Time No See" é lançado em junho de 2019 com show no Sesc Pompeia. As gravações do novo disco contaram com participações especiais do guitarrista Jim Wilbur, da ex-guitarrista Eliane Testone, do tecladista Pedro Pelotas (Cachorro Grande), do duo Antiprisma e de Amanda Buttler (Sky Down) nos backing vocals.

## Livros e Documentários

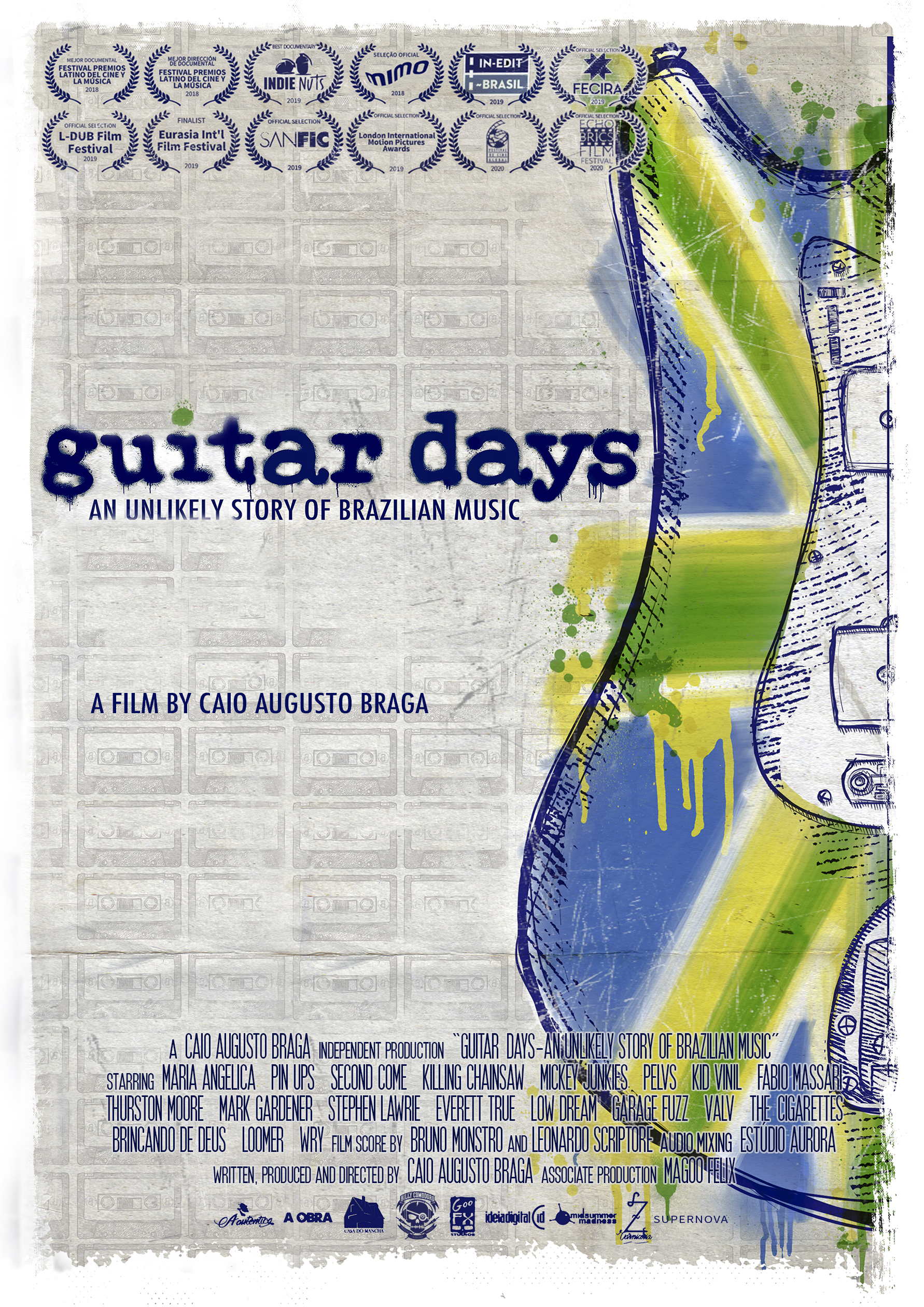
Guitar Days

- "Cheguei bem a tempo de ver o palco desabar: 50 causos e memórias do rock brasileiro" mostra a visão do jornalista Ricardo Alexandre no momento do auge das bandas independentes nos anos 90. Lançado em 2013 pela Arquipélago Editorial;[13]
- "RCKNRLL - Outsiders viciados em música procurando confusão" é um livro de Yuri Hermuche que descreve as brigas e confusões de bandas independentes, dentre elas o Pin Ups. O livro foi lançado em 2015;[14]
- "Time Will Burn" é um documentário dirigido por Marko Panayotis e Otávio Sousa, lançado em 2016.[15] O documentário retrata o início da cena guitar e conta com depoimentos das bandas Pin Ups, Second Come, Killing Chainsaw e Mickey Junkies, além de jornalistas como Gastão Moreira e Paulo Marchetti;[16]
- "Guitar Days - An Unlikely Story of Brazilian Music" é um documentário de Caio Augusto Braga,[17] lançado em 2019 e premiado no Festival Premios Latino del Cine y la Música de Marbella, Espanha como melhor documentário e melhor direção de documentário, e na Alemanha como melhor documentário no festival Indie Nuts. A história do Pin Ups se entremeia com a linha narrativa do documentário[18] que enfoca o movimento guitar desde o Maria Angélica até a sua transformação ao indie, com a cena atual.[19] Além de depoimentos das principais bandas do movimento, o documentário traz entrevistas de músicos estrangeiros que influenciaram a cena, como Thurston Moore (Sonic Youth), Mark Gardener (Ride) e Stephen Lawrie (The Telescopes), e do jornalista da NME e Melody Maker e descobridor do grunge Everett True.

## Discografia

### Álbuns
- Time Will Burn (Stiletto, 1990);
- Gash (Zoyd Discos, 1992);
- Scrabby? (Devil Discos, 1993);
- Jodie Foster (Devil Discos, 1995);
- Lee Marvin (Spicy Records, 1997);
- Bruce Lee (álbum/EP/live - sHort Records, 1999);
- Long Time No See (Midsummer Madness/Fleeting Media, 2019).

### Compactos
- Guts (Fishy Records, 1997)

### Coletâneas
- Stabbin' - VA • No Major Babes, Vol. 2 (Caffeine Records, 1994);
- Everything Flows - VA • 100trífuga (Cemporcento Skate, 1997);
- Lack of Personality - VA • Controle (Under Press/Estelar, 2001);
- Some Candy Talking - VA • Psychocandy Revisited (TBTCI Records, 2015);
- Sunday Morning - VA • O Verão do Amor (Cansei do Mainstream, 2017);
- First Time - VA • Guitar Days (Midsummer Madness, 2019).

### Videoclipes
- Pure (Scrabby, 1993);
- Witkin (Jodie Foster, 1995);
- Guts (Lee Marvin, 1997);
- To All Our Friends (Bruce Lee, 1999);
- Mexican Tale (Long Time No See, 2019).

## Integrantes

### Formação atual
- Alexandra Briganti - vocal, baixo;
- Zé Antonio Algodoal - guitarra;
- Flávio Eduardo Cavichioli - bateria;
- Adriano Cintra - guitarra.

### Ex-integrantes
- André Benevides - vocal;
- Alexandre Kail - bateria;
- Luiz Gustavo Dias - vocal e pandeiro;
- Marco Butcher - bateria;
- Peu Sousa - guitarra;
- José Augusto Pereira - guitarra:
- Ramon Bonzi - guitarra;
- Chuck Hipólitho - baixo;
- Pedro Rosas - bateria;
- Eliane Testone - guitarra.

### Participações
- Alberto Marsicano (cítara, Gash, 1992);
- Alexandre Cruz Sesper (voz, Lee Marvin, 1997);
- Angela Detânico (teclados, Bruce Lee, 1999);
- Guilherme Benini (percussão, Bruce Lee, 1999);
- Amanda Buttler (backing vocals, Long Time No See, 2019);
- Antiprisma (backing vocals, Long Time No See, 2019);
- Eliane Testone (backing vocals e guitarra, Long Time No See, 2019);
- Jim Wilbur (guitarra, Long Time No See, 2019);
- Pedro Pelotas (teclados, Long Time No See, 2019).